# Solenostoma chenianum
Solenostoma chenianum là một loài rêu tản trong họ Jungermanniaceae. Loài này được (C. Gao, Yu-huan Wu & Grolle) Váňa & D.G. Long mô tả khoa học lần đầu tiên năm 2009.